# Elz (Neckar)
 For alternative betydninger, se Elz. (Se også artikler, som begynder med Elz)
Elz er en flod i den tyske delstat Baden-Württemberg og er biflod til Neckar fra højre, med en længde på 34 kilometer. Floden har sit udspring i Odenwald og løber gennem byerne Mudau, Limbach og Mosbach, før den munder ud i Neckar i Neckarelz, som hører til Mosbach. Elz har en højdeforskel fra kilde til udløb på 407 meter.
Elz har store årstidsbetemte udsving på vandmængden; f.eks var der i 1985 en mindste vandmængde ved Mosbach 31. oktober på 0,38 m³/s i gennemsnit og den største 1. februar på 23,83 m³/s.